# Bryony Cleall
Pas d'image ? Cliquez ici

a Compétitions nationales et continentales officielles uniquement.

b Matchs officiels uniquement.
Bryony Cleall, née le 12 juin 1992 à Norwich (Angleterre), est une joueuse internationale anglaise de rugby à XV évoluant au poste de pilier. Elle joue aux Saracens.
Elle est la sœur jumelle de Poppy Cleall.

## Biographie
Bryony Cleall naît le 12 juin 1992 à Norwich en Angleterre. En 2023, elle joue pour le club des Wasps (en). Elle compte sept sélections en équipe d'Angleterre quand elle est retenue pour disputer sous les couleurs de son pays le Tournoi des Six Nations.